# Comuna Lovrin, Timiș
Lovrin (în germană Lowrin) este o comună în județul Timiș, Banat, România, formată numai din satul de reședință cu același nume.

## Localizare
Localitatea Lovrin este amplasată în partea de nord-vest a județului Timiș, la 47 km de municipiul Timișoara și 17 km est de orașul Sânnicolau Mare. Lovrinul este străbătut de DN6 care face legatura între cele două orașe, respectiv vama Cenad. Lovrin este un mic nod feroviar, la intersecția dintre trei linii feroviare. Legăturile din gara Lovrin sunt între Sânnicolau Mare și Timișoara, Nerău – Periam – Arad și Lovrin - Jimbolia.
Vecinii localității sunt: la nord satul Pesac (4 km pe drumul județean 594), la sud-est Șandra (circa 10 km pe DN6) și Bulgăruș (circa 8 km pe drumul comunal 20), la sud-vest Gottlob (5 km), și la nord-vest Tomnatic (10 km).

## Istorie
Localitatea Lovrin a fost atestată documentar în 1466 cu numele de Loránthalma. Mai târziu a fost cunoscută și sub numele de Lorant sau Lorantfalva. În anul 1529 a fost jefuită de turci, fapt care a determinat refugierea populației pentru o perioadă. În anul 1564 localitatea este consemnată ca proprietate privată a episcopului de Cenad. Ea începuse să fie repopulată și era locuită de sârbi care se mai aflau aici și în anul 1582. A urmat din nou o perioadă de declin, așezarea fiind aproape părăsită. Repopularea a avut loc de această dată abia după 1760. Atunci Lovrin-ul făcea parte din districtul Chichinda Mare și se supunea administrației militare care se instaurase în Banat după alungarea turcilor în 1717. Au venit aici primii coloniști bulgari, care i-au schimbat numele în Lovrinac.
Între 1785-1792 sunt consemnate primele colonizări germane, cu șvabi bănățeni aduși din Cenad și alte localități bănățene. Aceștia au primit numeroase privilegii față de populațiile băștinașe, motiv pentru care comunitățile de sârbi și bulgari au fost nevoite să plece.
În 1792, Lovrinul, împreună cu Gottlob, au fost făcute cadou de către împăratul Leopold al II-lea generalului Anton Lipthay, pentru merite deosebite în luptele împotriva turcilor. Generalul Liptay și-a construit aici un castel care-i poartă și astăzi numele. Majoritatea germană s-a păstrat până la reforma agrară din 1945.
În perioada interbelica localitatea și-a schimbat denumirea, în urma Decretului Regal nr. 17 din 9 ianuarie 1936, din Lovrin în Regele Ferdinand.
În anul 1944, localitatea avea o populație de 4.000 de locuitori, mare lor majoritate germani.
După 1989-1991 majoritatea dintre cei rămași au emigrat, locul lor fiind luat de populația română.
Conform recensământului din 2011, germanii reprezentau 2,36% din populația Lovrinului.

## Politică
Comuna Lovrin este administrată de un primar și un consiliu local compus din 13 consilieri. Primarul, Vasile Graur[*], de la Partidul Național Liberal, este în funcție din 2004. Începând cu alegerile locale din 2024, consiliul local are următoarea componență pe partide politice:
|  | Partid                          | Consilieri | Componența Consiliului | Componența Consiliului | Componența Consiliului | Componența Consiliului | Componența Consiliului | Componența Consiliului | Componența Consiliului | Componența Consiliului | Componența Consiliului |
|  | ------------------------------- | ---------- | ---------------------- | ---------------------- | ---------------------- | ---------------------- | ---------------------- | ---------------------- | ---------------------- | ---------------------- | ---------------------- |
|  | Partidul Național Liberal       | 9          |                        |                        |                        |                        |                        |                        |                        |                        |                        |
|  | Partidul Social Democrat        | 2          |                        |                        |                        |                        |                        |                        |                        |                        |                        |
|  | Alianța pentru Unirea Românilor | 1          |                        |                        |                        |                        |                        |                        |                        |                        |                        |
|  | Uniunea Salvați România         | 1          |                        |                        |                        |                        |                        |                        |                        |                        |                        |

Primarul comunei, Vasile Graur, face parte din PD-L iar viceprimarul din PD-L. Consiliul Local este constituit din 13 consilieri, împărțiți astfel:
|  | Partidul România Mare                       | 5 |  |  |  |  |  |
|  | Alianța Dreptate și Adevăr (2 PD)           | 2 |  |  |  |  |  |
|  | Partidul Social Democrat                    | 2 |  |  |  |  |  |
|  | Partidul Național Țărănesc Creștin Democrat | 2 |  |  |  |  |  |
|  | Partidul Conservator (PUR)                  | 1 |  |  |  |  |  |
|  | Independenți                                | 1 |  |  |  |  |  |

## Economie
Lovrinul este unul din cele mai mari sate din județul Timiș, cu rol polarizator, de servire și influențare a satelor din jur, cu funcții agro-industriale și o clară evoluție urbană.

## Demografie
Componența etnică a comunei Lovrin
     Români (77,7%)
     Romi (1,81%)
     Germani (1,15%)
     Alte etnii (1,36%)
     Necunoscută (17,97%)
Componența confesională a comunei Lovrin
     Ortodocși (66,54%)
     Penticostali (7,92%)
     Romano-catolici (5,93%)
     Alte religii (0,91%)
     Necunoscută (18,7%)
Conform recensământului efectuat în 2021, populația comunei Lovrin se ridică la 2.866 de locuitori, în scădere față de recensământul anterior din 2011, când fuseseră înregistrați 3.223 de locuitori. Majoritatea locuitorilor sunt români (77,7%), cu minorități de romi (1,81%) și germani (1,15%), iar pentru 17,97% nu se cunoaște apartenența etnică. Din punct de vedere confesional, majoritatea locuitorilor sunt ortodocși (66,54%), cu minorități de penticostali (7,92%) și romano-catolici (5,93%), iar pentru 18,7% nu se cunoaște apartenența confesională.

## Personalități
- Kaspar Muth (1876-1966), politician democrat, avocat, senator în Parlamentul României
- Richard Bartzer (1926-1998), compozitor român de origine șvăbească
- Annemarie Podlipny-Hehn (n. 1938), critic de artă
- Ilse Hehn (n. 1943), scriitoare